# Canale di Anguilla

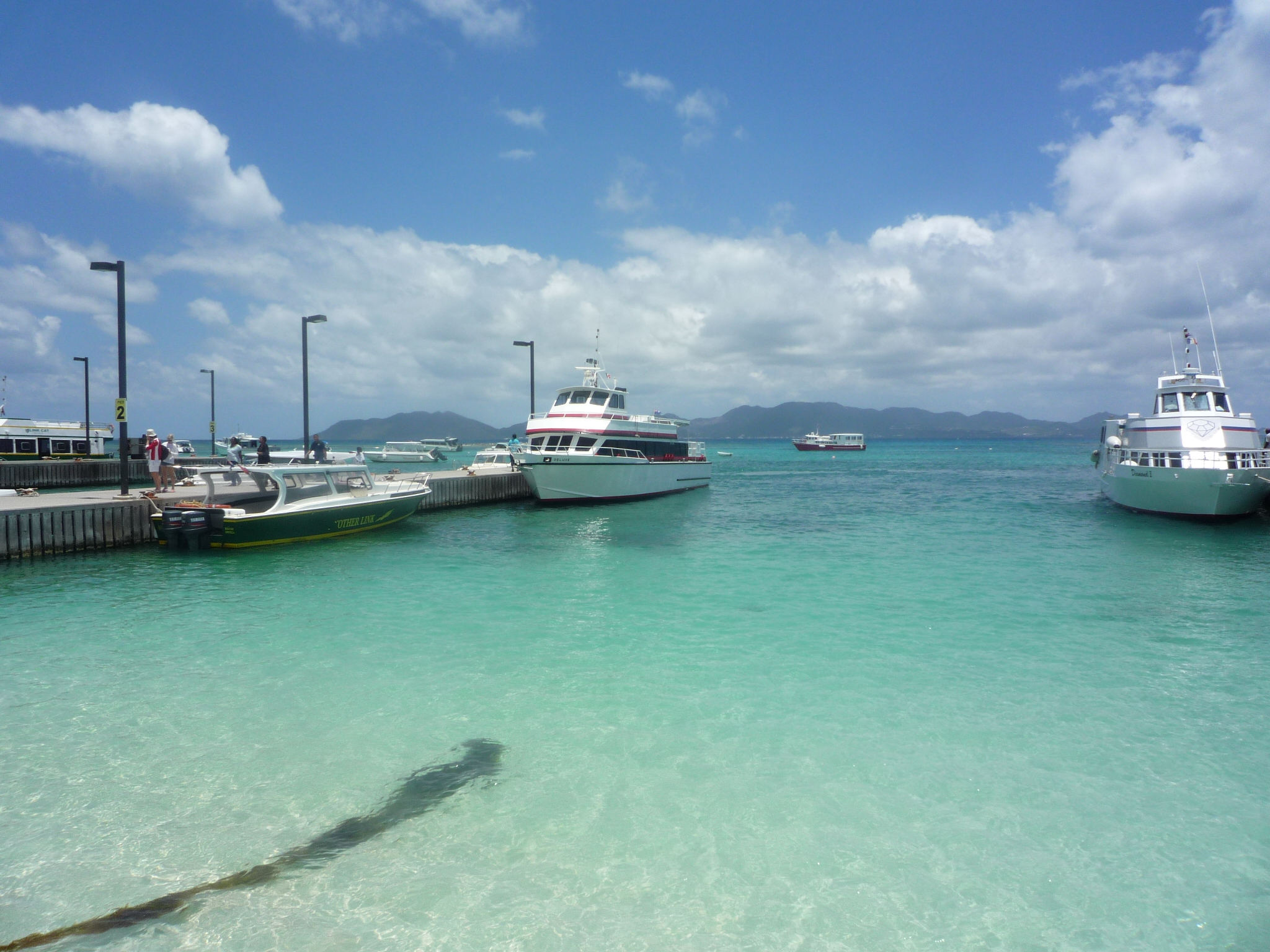
La stazione dei traghetti di Blowing Point di fronte al canale di Anguilla

Il canale di Anguilla è uno stretto nel Mar dei Caraibi che separa l'isola di Anguilla (un Territorio Britannico d'Oltremare) a nord dall'isola di Saint Martin (una Collettività d'oltremare francese) a sud.

## Caratteristiche
Nel 2009, nel canale è stata scoperta una barriera corallina detta Chris's Reef. All'interno si trovano resti di veicoli che si pensa siano stati distrutti dall'uragano Luis nel 1995 e gettati poi nel canale.

## Trasporti
Un regolare servizio di traghetto collega Blowing Point nell'isola di Anguilla con Marigot, nell'isola di Saint Martin.